# فرانس نيلسن
فرانس نيلسن (بالدنماركية: Frans Nielsen)‏ هو لاعب هوكي الجليد دنماركي، ولد في 24 أبريل 1984 في هرنينغ في الدنمارك.

## وصلات خارجية
- فرانس نيلسن على موقع دوري الهوكي الوطني (الإنجليزية)
- فرانس نيلسن على موقع EliteProspects.com (الإنجليزية)
- فرانس نيلسن على موقع Eurohockey.com (الإنجليزية)
- فرانس نيلسن على موقع HockeyDB.com (الإنجليزية)
- فرانس نيلسن على موقع Hockey-Reference.com (الإنجليزية)
- فرانس نيلسن على موقع اللجنة الأولمبية الدولية (الإنجليزية)
- فرانس نيلسن على موقع أوليمبيديا (الإنجليزية)